# 中国人民解放军总参谋部
中国人民解放军总参谋部，标准简称总参谋部，亦简称总参，是中國人民解放軍已撤销的军事工作机关。
总参谋部负责组织领导全国武装力量的军事建设和组织，指挥全国武装力量的军事行动，设有作战、情报、通信、军训、军务、动员、装备、机要、测绘、外事、管理以及各兵种业务部门。中央军委有关军队的调动指挥通过总参执行。
总参谋部成立于1954年10月。2016年1月，在深化国防和军队改革中，决定撤销总参谋部。拆分为中央军事委员会联合参谋部、训练管理部、国防动员部、战略规划办公室、机关事务管理总局、国际军事合作办公室以及中国人民解放军战略支援部队等七个部门（单位）。

## 历史沿革

### 成立初期
1927年5月，中共中央军事部设立参谋科。同年8月，南昌起义后设立参谋团。11月，中共中央撤销军事部，于组织局下设军事科。
1928年6月，中共六大决定重新设立中共中央军事部，下设参谋科。
1930年1月，中共中央军事委员会颁布了《中国工农红军编制草案》，中央军委编设参谋部，下设作战、交通、谍报、训练、工农武装五个科。
1931年3月，在瑞金新设立的中华苏维埃共和国中央军事委员会下设参谋部。11月，参谋部改称总参谋部，下设作战局、情报局、无线电总队和交通科。
1932年6月，总参谋部部长改称总参谋长，下设第一局、第二局、第三局、第四局和通讯处。
1933年5月，总参谋部正式改名为中国工农红军总参谋部。
1934年2月，总参谋部下辖第1局、第2局、第3局、第4局、第5局、第6局和警备司令部。

### 抗战爆发后
1935年5月，红一、四方面军长征途中会师。10月，到达陕北。11月，新设立中华苏维埃西北军事革命委员会，下设总司令部（亦称参谋部），下设第1局、第2局、第3局、第4局。
1936年10月，红一、二、四方面军会师。12月，中华苏维埃中央军事革命委员会仍设总司令部，下设第1局、第2局、第3局、第4局和警卫团。
1937年8月，中央政治局扩大会议（洛川会议）后成立中共中央革命军事委员会，设立总参谋部，下设第1局、第2局、第3局、第4局。同年8月25日，中国工农红军改编为国民革命军第八路军，叶剑英任参谋长，左权任副参谋长，彭雪枫任参谋处长。次年，因萧劲光担任八路军后方留守处主任、陕甘宁留守兵团司令员，总参谋长一职由滕代远接任；1940年改由王若飞担任。1941年，叶剑英回到陕北，随后担任军委总参谋长兼第18集团军参谋长。1945年8月23日，中共七大会后的中央政治局扩大会议决定组成新的中央军委，中央军委副主席彭德怀兼任总参谋长，叶剑英为副参谋长。
整个第二次国共内战期间，只设有军委总参谋长（先后由彭德怀、周恩来担任）和军委作战部，并无总参谋部的名义。1947年6月，出现了中国人民解放军总部或总司令部的名义，但一直没有以总参谋部的名义出现。第二次国共内战爆发后，胡宗南率部进攻陕北，彭德怀任西北野战军司令员兼政委，1947年8月30日中央决定总参谋长一职由中央军委副主席周恩来代理。

### 建国初期
1949年10月1日，中华人民共和国成立，同时成立中央人民政府人民革命军事委员会，华北军区第一副司令员徐向前任总参谋长，华北军区司令员聂荣臻任副总参谋长，但是并未设置总参谋部。1950年，徐向前因生病，总参谋长一职由聂荣臻代理。次年10月，中央人民政府人民革命军事委员会调第三野战军副司令员兼华东军区副司令员粟裕任副总参谋长；1952年10月，又调湖南省委书记黄克诚、第一野战军副司令员张宗逊担任副总参谋长。同年年底，召开第一次参谋长联席会议，确定中国人民解放军建设方针。1953年2月，李克农担任副总参谋长。
1954年10月，设立中国人民解放军总参谋部，粟裕担任总参谋长，黄克诚、张宗逊、陈赓、李克农、王震、许世友、邓华、彭绍辉、张爱萍、杨成武、韩先楚任副总参谋长。1958年，粟裕在中央军委扩大会议上被批判而免职，由黄克诚代任。1959年9月，庐山会议上，因支持彭德怀主张，黄克诚被罢免总参谋长职位，由国务院副总理兼公安部长罗瑞卿出任军委秘书长兼总参谋长；次月杨勇兼任副总参谋长，而邓华、王震、许世友的职位撤销。1961年和1962年，副总参谋长陈赓、李克农相继去世。随后中央军委于1962年和1963年分别调任李天佑、王新亭担任副总参谋长。1965年，杨成武担任中国人民解放军第一副总参谋长。同年底，因罗瑞卿事件，罗瑞卿被免去总参谋长职位，改由杨成武代理。
1955年八总部时期，总参谋部下辖作战部、情报部、技术部、通信部、装备计划部、组织编制部、队列部、动员部、军事交通部、政治部、机要局、测绘局、气象局等13个部局。
1958年杨成武任中国人民解放军常务副总参谋长。
1959年恢复三总部体制之后，总参谋部下辖作战部、第二部、第三部、装备计划部、军训部、军校部、军械部、军务部、出版部、动员部、通信兵部、防化学兵部、军事交通部、行政经济管理部、政治部、机要局、测绘局、气象局等18个部局。
1966年初杨成武任解放军代总参谋长、中共中央军委常委、中共中央军委副秘书长、军委办事组组长（1967年9月起）。

### 文革时期
1967年，中国人民解放军空军司令员吴法宪兼任副总参谋长；次年，杨、余、傅事件的爆发使得杨成武被罢免代总参谋长兼军委办事组组长职位。林彪借此大量插入己方集团人物：而广州军区司令员黄永胜调任总参谋长兼军委办事组组长；海军政委李作鹏、总后勤部部长邱会作、广州军区副司令员温玉成兼任副总参谋长；而原副总参谋长张宗逊、张爱萍受到关押迫害。1970年，温玉成被罢免，陈继德担任副总参谋长，同年9月副总参谋长李天佑因病去世。1971年，南京军区原副司令员张才千担任副总参谋长。同年九一三事件后，林彪骨干黄永胜、吴法宪、李作鹏、邱会作纷纷被调离总参职位，而由由副总参谋长张才千主持工作。1971年，阎仲川被免去副总参谋长职位；次年，中央军委相继任命向仲华、李达为副总参谋长；同时免去王新亭、陈继德副总参谋长。1973年，张宗逊被免去副总参谋长一职调任总后勤部部长。之后杨成武、王尚荣、何正文、胡炜担任副总参谋长。1975年，再度出山的邓小平出任军委副主席兼总参谋长，从而结束了自九一三事件后长期无总参谋长的情形，然而邓小平对军队的改革被1976年4月的四五运动而隔断。第四机械工业部部长王诤被任命为副总参谋长兼总参谋部四部部长，总参谋部的日常工作由杨成武代理主持。
经过多次调整，到1969年底，总参谋部下辖作战部、第二部、第三部、军训部、军务动员部、防化学部、政治部、警卫局、机要局、测绘局、气象局、外事局、管理局等13个部局。
1970年代中期，通信兵部改为总参谋部通信部，军务动员部分编成军务部、动员部，组建了总参谋部装备部和第四部。总参谋部所属部局增加到17个。
1974年底杨成武恢复工作，担任第一副总参谋长，主持总参谋部日常工作。

### 改革开放后
1976年10月，文化大革命结束；1977年，邓小平恢复了包括总参谋长在内的党政军领导职务，同时担任中共中央副主席、国务院副总理。1977年9月，中央决定新疆军区司令员杨勇任副总参谋长、总参谋部党委第三书记、中央军委委员并列席常务委员，协助兼任总参谋长、总参党委第一书记的邓小平主持总参日常工作；杨成武任副总参谋长、总参谋部党委第二书记，兼福州军区司令员，前往福建前线主持福州军区军事工作，不参与总参日常工作；迟浩田被任命为副总参谋长兼总参谋部政治部主任，胡炜、向仲华副总参谋长的职务被免。1978年，副总参谋长彭绍辉、王诤相继去世。1979年11月底，邓小平召见中央军委常委、秘书长耿飚，谈了对总参谋长接替人选的意见，并安排耿飚向军委副主席聂荣臻、徐向前作了汇报，11月30日到12月5日，耿飚和总政治部主任韦国清专程到广州向叶剑英汇报总参谋长人选。12月6日，耿飚和韦国清回到北京后向邓小平汇报了广州之行的情况。12月14日、19日，邓小平自到徐向前、聂荣臻家中，交换总参谋长人选事宜。1980年1月，总参谋部领导班子开始调整，杨成武、张才千、李达不再担任副总参谋长，总后勤部部长张震、海军副司令员刘华清调任副总参谋长，杨成武继续担任福州军区司令员，张才千任武汉军区司令员，李达任军委顾问。1980年2月20日下午，总参谋部召开所属部局正职以上领导干部大会，中央政治局委员、中央军委秘书长耿飚主持会议，并宣布中共中央决定：邓小平免兼中国人民解放军总参谋长、总参谋部党委第一书记；杨得志为中国人民解放军总参谋长、总参谋部党委第一书记、中央军委副秘书长、军委办公会议成员。
1982年9月，原中国人民解放军工程兵领导机构缩编为总参谋部工程兵部，中国人民解放军装甲兵领导机构缩编为总参谋部装甲兵部，中国人民解放军炮兵领导机构缩编为总参谋部炮兵部。
1985年精简整编后，总参谋部下辖办公厅、作战部、情报部、第三部、电子对抗雷达部、装备部、通信部、军训部、军务部、炮兵部、装甲兵部、工程兵部、防化部、动员部、政治部、警卫局、机要局、测绘局、外事局、管理局等20个部局，达到历史上二级部局最多的时期。
1987年11月，杨得志辞去中国人民解放军总参谋长一职，而由济南军区政委迟浩田调任中央军委委员、中国人民解放军总参谋长。1992年1月，迟浩田接替秦基伟出任国务委员兼国防部长，而总参谋长一职由济南军区司令员张万年出任；此外，副总参谋长何其宗调离，李景调、曹刚川调任副总参谋长。1995年9月，中央军委委员兼总后勤部部长傅全有调任总参谋长。2002年11月，南京军区司令员梁光烈出任中央军委委员、总参谋长。
经过多次调整，到2015年前后，总参谋部除了下辖办公厅，设有作战部、情报部、技术侦察部、电子部、信息化部、军训和兵种部、军务部、动员部、陆航部、政治部、管理保障部、战略规划部、外事办公室、警卫局等14个正军级的二级部。

### 机构撤销
2016年1月在深化国防和军队改革中，中央军委决定撤销中国人民解放军总参谋部。原属总参谋部的陆军相关职责划归中国人民解放军陆军机关与中国人民解放军陆军参谋部。原属总参谋部的军队训练管理、军事院校管理职责划归中央军事委员会训练管理部。原属总参谋部的人民武装、国防动员、人民防空等职责划归中央军事委员会国防动员部。原属总参谋部的军事战略规划职责划归中央军事委员会战略规划办公室。原属总参谋部的机关勤务管理保障职责划归中央军事委员会机关事务管理总局。原属总参谋部的军队外事工作职责划归中央军事委员会国际军事合作办公室。原属总参谋部的电子对抗职责划归中国人民解放军战略支援部队。原属总参谋部的其他职责划归中央军事委员会联合参谋部。

## 职责
根据有关规定，2016年机构撤销前，总参谋部承担下列任务：
1. 拟订和组织实施战略战役计划和动员计划，指挥和实施各军种、战区的作战行动；
2. 拟订和组织实施人民武装力量建设计划，掌握军队的组织建设、军事训练、装备计划和行政管理事务。

## 机构设置
根据有关规定，总参谋部内设机构、直属单位为正军级（除另有注明外）。2016年机构撤销前，总参谋部设置下列机构：

### 内设机构
- 中国人民解放军总参谋部办公厅
- 中国人民解放军总参谋部政治部
  - 中国人民解放军总直属队第二军事法院（正师级）
  - 中国人民解放军总直属队第二军事检察院（正师级）
- 中国人民解放军总参谋部作战部（总参一部）
  - 中国人民解放军总参谋部测绘导航局（副军级）
  - 中国人民解放军总参谋部气象水文局（副军级）
- 中国人民解放军总参谋部情报部（总参二部）
- 中国人民解放军总参谋部技术侦察部（总参三部）
- 中国人民解放军总参谋部电子对抗部（总参四部）
- 中国人民解放军总参谋部信息化部
- 中国人民解放军总参谋部军务部
- 中国人民解放军总参谋部军训部
- 中国人民解放军总参谋部动员部
- 中国人民解放军总参谋部管理保障部
- 中国人民解放军总参谋部陆军航空兵部
- 中国人民解放军战略规划部
- 中国人民解放军总参谋部警卫局（中央警卫局）
- 中国人民解放军总参谋部外事办公室

### 直属单位
- 中国人民解放军南京陆军指挥学院
- 中国人民解放军石家庄陆军指挥学院
- 中国人民解放军炮兵指挥学院
- 中国人民解放军工程兵指挥学院
- 中国人民解放军防化指挥工程学院
- 中国人民解放军陆军航空兵学院
- 中国人民解放军理工大学
- 中国人民解放军信息工程大学
- 中国人民解放军电子工程学院
- 中国人民解放军外国语学院
- 中国人民解放军特种作战学院
- 中国人民解放军国际关系学院
- 中国人民解放军国防信息学院（副军级）
- 中国人民解放军总参谋部总医院（正师级）

## 历任领导

### 总参谋长
| 肖像 姓名 （括注当时或最高军衔）                 | 籍贯      | 在任时期                       | 时任本兼各职                                                  | 最高职务                                                     |
| ------------------------------------------------ | --------- | ------------------------------ | ------------------------------------------------------------- | ------------------------------------------------------------ |
| 刘伯承 （1955年授元帅）                          | 四川 开县 | 1930年5月 －1931年1月15日      | 中华苏维埃共和国中央革命军事委员会参谋部参谋长                | 中共中央军委副主席 中国人民解放军军事学院院长                |
| 朱云卿                                           | 广东 嘉应 | 1931年1月15日 －1931年5月22日  | 中华苏维埃共和国中央革命军事委员会参谋部参谋长                | 中国工农红军第一方面军参谋长                                 |
| 郭化若 （1955年授中将）                          | 福建 福州 | 1931年5月22日 －1931年11月25日 | 中华苏维埃共和国中央革命军事委员会参谋部代理参谋长            | 第五届全国人大常委会委员 中顾委委员                          |
| 叶剑英 （1955年授元帅）                          | 广东 梅县 | 1931年11月25日 －1933年5月8日  | 中华苏维埃共和国中央革命军事委员会总参谋长                    | 中共中央副主席 中央军委副主席 第五届全国人大常委会委员长     |
| 叶剑英 （1955年授元帅）                          | 广东 梅县 | 1933年5月8日 －1934年2月3日    | 中国工农红军总参谋长                                          | 中共中央副主席 中共中央军委副主席 第五届全国人大常委会委员长 |
| 刘伯承 （1955年授元帅）                          | 四川 开县 | 1934年2月3日 －1935年11月5日   | 中国工农红军总参谋长                                          | 中共中央军委副主席 中国人民解放军军事学院院长                |
| 叶剑英 （1955年授元帅）                          | 广东 梅县 | 1935年11月5日 －1936年12月7日  | 中国工农红军总参谋长                                          | 中共中央副主席 中共中央军委副主席 第五届全国人大常委会委员长 |
| 刘伯承 （1955年授元帅）                          | 四川 开县 | 1936年12月7日 －1937年8月25日  | 中共中央军委总参谋长                                          | 中共中央军委副主席 中国人民解放军军事学院院长                |
| 萧劲光 （1955年授大将）                          | 湖南 长沙 | 1937年8月25日 －1938年1月15日  | 中共中央军委总参谋长                                          | 中国人民解放军海军司令员 中顾委常委                          |
| 滕代远                                           | 湖南 麻阳 | 1938年1月15日 －1940年3月23日  | 中共中央军委总参谋长                                          | 全国政协副主席                                               |
| 王若飞                                           | 贵州 安顺 | 1940年3月23日 －1941年2月14日  | 中共中央军委总参谋长                                          | 中共中央委员                                                 |
| 叶剑英 （1955年授元帅）                          | 广东 梅县 | 1941年2月14日 －1945年8月23日  | 中共中央军委总参谋长                                          | 中共中央副主席 中共中央军委副主席 第五届全国人大常委会委员长 |
| 彭德怀 （1955年授元帅）                          | 湖南 湘潭 | 1945年8月23日 －1947年3月18日  | 中共中央军委总参谋长                                          | 國務院副總理 中共中央军委副主席 国防部部长                   |
| 周恩来 （国军中将， 军调时期曾佩戴上将军衔标志） | 江苏 淮安 | 1947年3月18日 －1949年10月1日  | 中共中央军委（中国人民革命军事委员会）代理总参谋长            | 中共中央副主席 國務院總理 全國政協主席                       |
| 徐向前 （1955年授元帅）                          | 山西 五台 | 1949年10月1日 －1954年10月31日 | 中央人民政府人民革命军事委员会总参谋长 （1950年起聂荣臻代理） | 中共中央军委副主席 国务院副总理兼国防部部长                  |

中国人民解放军总参谋长
| 肖像 姓名 当时军衔 | 籍贯      | 在任时期                                                 | 最高职务                                                              |
| ------------------ | --------- | -------------------------------------------------------- | --------------------------------------------------------------------- |
| 粟 裕 大将         | 湖南 会同 | 1954年10月31日－1958年10月12日                           | 中央军委常委 全國人大常委會副委员长                                   |
| 黄克诚 大将        | 湖南 永兴 | 1958年10月12日－1959年9月17日                            | 中共中央书记处书记 中共中央军委秘书长 中纪委常务书记 中共中央军委顾问 |
| 罗瑞卿 大将        | 四川 南充 | 1959年9月17日－1965年12月29日                            | 中央军委常委 国务院副总理兼公安部部长                                 |
| 杨成武 上将        | 福建 长汀 | 1965年12月29日－1968年3月22日                            | 第六届全国政协副主席                                                  |
| 黄永胜 上将        | 湖北 咸宁 | 1968年3月22日－1971年9月29日                             | 中共第九届中央政治局委员                                              |
| 邓小平             | 四川 广安 | 1975年1月5日－1976年4月7日； 1977年7月21日－1980年3月2日 | 中央军委主席 全国政协主席                                             |
| 杨得志 上将        | 湖南 醴陵 | 1980年3月2日－1987年11月28日                             | 中共第十二届中央政治局委员 中央军委常委 中顧委常委                    |
| 迟浩田 上将        | 山东 招远 | 1987年11月28日－1992年10月28日                           | 中共第十五屆中央政治局委員 中央军委副主席 国务委员兼国防部部长        |
| 张万年 上将        | 山东 龙口 | 1992年10月28日－1995年9月28日                            | 中共第十五屆中央政治局委員 中共中央书记处书记 中央军委副主席          |
| 傅全有 上将        | 山西 原平 | 1995年9月28日－2002年11月19日                            | 中央军委委员 总参谋长                                                 |
| 梁光烈 上将        | 四川 三台 | 2002年11月19日－2007年9月21日                            | 中央军委委员 國務委員兼國防部部長                                     |
| 陈炳德 上将        | 江苏 南通 | 2007年9月21日－2012年10月25日                            | 中央军委委员、总参谋长                                                |
| 房峰辉 上将        | 陕西 咸阳 | 2012年10月25日－2016年1月11日                            | 2015年11月改任中央军委联合参谋部首任参谋长                            |

### 副总参谋长
| 张宗逊 上将 （1954年10月31日 至1969年12月11日）                                    | 李克农 上将 （1954年10月31日 至1962年2月9日）   | 陈 赓 大将 （1954年10月31日 至1959年10月27日）                                  | 王 震 上将 （1954年10月31日 至1959年10月27日）   | 许世友 上将 （1954年10月31日 至1959年10月27日）   | 邓 华 上将 （1954年10月31日 至1959年9月12日）                           | 彭绍辉 上将 （1954年10月31日 至1967年8月10日） （1969年8月12日 至-1978年4月25日） | 张爱萍 上将 （1954年10月31日 至1967年8月10日） （1977年9月16日 至1982年11月19日） |
| 杨成武 上将 （1954年10月31日 至1965年12月29日） （1974年11月28日 至1980年1月11日） | 韩先楚 上将 （1954年10月31日 至1960年12月27日） | 杨 勇 上将 （1959年10月27日 至1960年12月27日） （1977年9月16日 至1983年1月6日） | 李天佑 上将 （1962年9月15日 至1970年9月27日）    | 王新亭 上将 （1963年9月10日 至1972年10月21日）    | 温玉成 中将 （1967年11月24日 至1970年6月4日）                           | 吴法宪 中将 （1967年12月27日 至1971年9月29日）                                    | 李作鹏 中将 （1968年10月5日 至1971年9月29日）                                     |
| 邱会作 中将 （1968年10月5日 至1971年9月29日）                                      | 阎仲川 大校 （1969年5月9日 至1971年10月1日）    | 陈继德 大校 （1970年7月4日 至1972年12月29日）                                   | 张才千 中将 （1971年4月7日 至1980年1月11日）     | 向仲华 中将 （1971年4月7日 至1980年1月11日）      | 李 达 上将 （1972年10月21日 至1980年1月11日）                           | 王尚荣 中将 （1974年11月28日 至1980年1月11日）                                    | 胡 炜 少将 （1974年11月28日 至1977年2月9日）                                      |
| 何正文 少将 （1974年11月28日 至1985年3月9日）                                      | 伍修权 （1975年4月11日 至1982年12月12日）       | 王诤 中将 （1977年4月7日 至1978年8月13日）                                      | 迟浩田 上将 （1977年10月22日 至1982年12月12日）  | 张震 上将 （1980年1月11日 至1985年3月9日）        | 刘华清 上将 （1980年1月11日 至1982年8月28日）                           | 徐 信 上将 （1982年12月12日 至1992年10月17日）                                    | 徐惠滋 上将 （1985年3月9日 至1995年7月31日）                                      |
| 何其宗 中将 （1985年3月9日 至1992年10月17日）                                      | 韩怀智 中将 （1985年5月4日 至1992年10月17日）   | 李景 上将 （1992年11月4日 至1995年7月20日）                                     | 曹刚川 上将 （1992年11月4日 至1996年12月23日）   | 隗福临 上将 （1995年7月20日 至2003年1月）         | 吴铨叙 上将 （1995年7月20日 至2004年6月11日）                           | 钱树根 上将 （1995年7月20日 至2004年6月11日）                                     | 熊光楷 上将 （1996年1月18日 至2005年12月13日）                                    |
| 郭伯雄 上将 （1999年9月30日 至2002年11月15日）                                     | 张 黎 上将 （2000年6月13日 至2008年12月）       | 葛振峰 上将 （2002年10月12日 至2010年2月26日）                                  | 许其亮 空军上将 （2004年6月11日 至2007年9月6日） | 吴胜利 海军上将 （2004年6月11日 至2006年8月16日） | 章沁生 上将 （2006年12月6日 至2007年6月23日；2009年12月至2013年3月5日） | 刘镇武 上将 （2007年6月23日 至2009年7月）                                         | 马晓天 空军上将 （2007年9月6日 至2012年10月）                                     |
| 孙建国 海军上将 （2008年12月 至2016年1月）                                         | 侯树森 上将 （2009年7月 至2014年10月）          | 魏凤和 上将 （2010年12月 至2012年10月）                                         | 蔡英挺 上将 （2011年7月 至2012年10月）           | 王冠中 上将 （2012年10月 至2016年1月）            | 戚建国 上将 （2012年10月 至2016年1月）                                  | 王 宁 上将 （2013年6月 至2014年12月）                                             | 乙晓光 中将 （2014年7月 至2016年1月）                                             |
| 王建平 上将 （2014年12月 至2016年1月）                                             |                                                 |                                                                                 |                                                  |                                                   |                                                                         |                                                                                   |                                                                                   |

### 总参谋长助理
| 刘华清 上将 （1979年2月28日 至1980年1月11日） | 刘 凯 中将 （1979年2月28日 至1985年3月9日）   | 韩怀智 中将 （1979年2月28日 至1985年3月9日） | 徐 信 上将 （1980年11月8日 至1982年12月12日） | 谭旌樵 （1982年12月12日 至1985年3月9日）   | 吴铨叙 上将 （1992年11月4日 至1995年7月20日）  | 隗福临 上将 （1992年11月4日 至1994年10月30日） | 熊光楷 上将 （1992年11月4日 至1996年1月18日）  |
| 钱树根 上将 （1994年12月8日 至1995年7月20日） | 董良驹 中将 （1996年1月18日 至1996年3月27日） | 张 黎 上将 （1998年8月 至2000年6月13日）     | 李 玉 中将 （2000年12月1日 至2006年7月）      | 范长龙 上将 （2003年12月26日 至2004年9月） | 章沁生 上将 （2004年12月13日 至2006年12月6日） | 杨志琦 中将 （2006年8月 至2009年6月）          | 孙建国 海军上将 （2006年12月6日 至2008年12月） |
| 陈小工 中将 （2007年6月 至2008年12月）        | 戚建国 上将 （2008年12月 至2012年10月）       | 陈 勇 中将 （2009年 至今）                   | 乙晓光 空军上将 （2012年12月 至2014年7月）    | 高 津 上将 （2014年7月 至2014年12月）      | 马宜明 中将 （2014年12月 至今）                |                                                |                                                |

### 总参谋部顾问
| 傅秋涛 上将 （1975年10月9日 至1981年8月25日） | 刘少文 （1978年6月6日 至1985年3月9日） | 孙 毅 中将 （1978年6月6日 至1985年3月9日） | 周士第 上将 （1978年10月4日 至1979年6月30日） | 孔 原 （1980年3月 至1988年9月） | 江 文 少将（1981年6月 至1988年9月） |